# Marquess of Willingdon

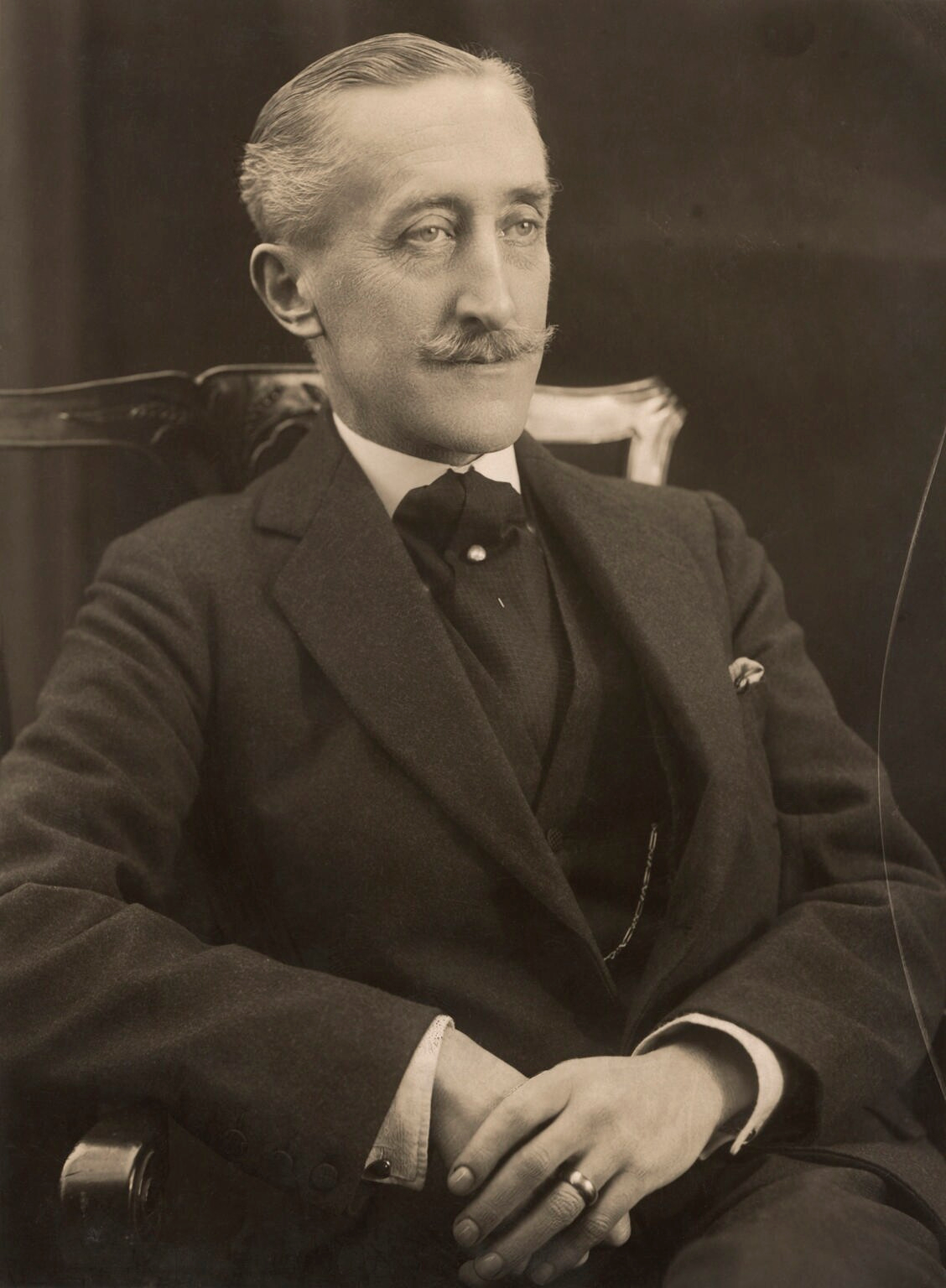
Freeman Freeman-Thomas, 1. Marquess of Willingdon

Wappen der Marquesses of Willingdon

Marquess of Willingdon war ein erblicher britischer Adelstitel in der Peerage of the United Kingdom. Es handelt sich um die bislang letzte Verleihung eines britischen Marquess-Titels.

## Verleihung und nachgeordnete Titel
Der Titel wurde am 26. Mai 1936 für den Politiker und Kolonialgouverneur Freeman Freeman-Thomas, 1. Earl of Willingdon, anlässlich seines Dienstendes als Vizekönig von Indien, geschaffen.
Er war zuvor bereits am 20. Juli 1910 zum Baron Willingdon, of Ratton in the County of Sussex, am 23. Juni 1924 zum Viscount Willingdon, of Ratton in the County of Sussex, und am 20. Februar 1931 anlässlich seines Dienstendes als Generalgouverneur von Kanada zum Earl of Willingdon und Viscount Ratendone, of Willingdon in the County of Sussex, erhoben worden. Diese Titel gehörten ebenfalls zur Peerage of the United Kingdom und wurden fortan als nachgeordnete Titel des Marquess geführt.
Die Titel erloschen beim kinderlosen Tod seines einzigen Sohnes, des 2. Marquess, am 19. März 1979.

## Liste der Marquesses of Willingdon (1936)
- Freeman Freeman-Thomas, 1. Marquess of Willingdon (1866–1941)
- Inigo Freeman-Thomas, 2. Marquess of Willingdon (1899–1979)